# Louis Cellot
Pour les articles homonymes, voir Cellot.
Louis Cellot (Ludovicus Cellotius), né en 1588 à Paris et mort le 20 octobre 1658, est un jésuite français théologien et écrivain.

## Biographie
Louis Cellot est entré dans la Compagnie de Jésus en 1605. Il a étudié le latin, le grec et l'hébreu. Il a été professeur à  Rouen, puis au collège de La Flèche, avant de devenir provincial  des jésuites pour la  France.
Il a écrit des ouvrages de théologie et des poésies.

## Œuvres importantes
- Orationes panegyricae nunc post varias in Gallia & Belgio factas impressiones bono & commodo eloquentiae studiosorum in Germania recusae 1607[2]
- Mauritiados Andegavensis libri III, ad reverendissimum in Christo patrem ac dominum dominum Claudium de Rueil, episcopum Andegavensem...1628
- Opera poetica, 1630[3]
- Harangue funèbre sur le trépas de très-haute et puissante dame Anne de Bueil, duchesse de Bellegarde, prononcée en la cérémonie de ses obsèques le 27 novembre 1631, 1632
- Propositiones aliquot excerptae ex libro qui inscribitur : de Hierarchia et Hierarchis libri IX, 1641
- Historia Gotteschalci praedestinatiani, et accurata controversiae per eum revocatae disputatio in libros quinque distincta, quibus accedit appendix miscellanea ex opusculis nondum editis, aliisque tractatibus historiae lucem allaturis collecta, 1655